# ビジャープル城

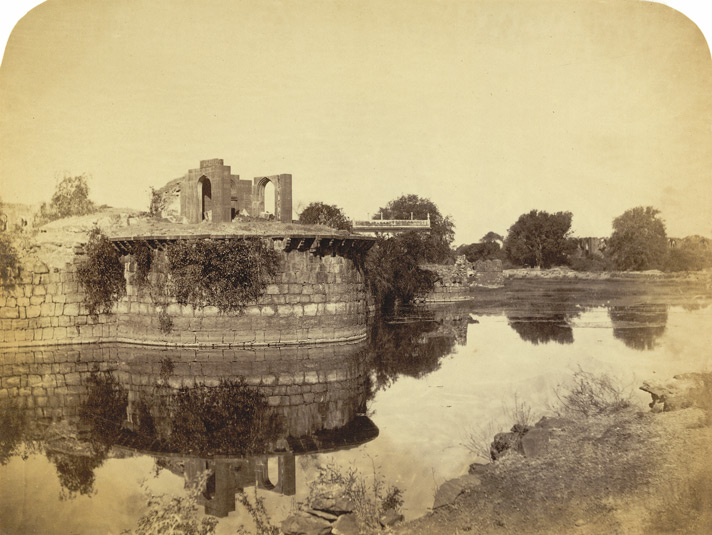
ビジャープル城

ビジャープル城（カンナダ語：ವಿಜಾಪುರ ಕೋಟೆ, 英語：Bijapur Fort）は、南インドのカルナータカ州、ビジャープル県の都市ビジャープルにある城塞。ビジャープル王国の歴代君主が居城とした城でもあった。

## 歴史
1465年、バフマニー朝のベルガウム太守ユースフ・アーディル・ハーンによって、城の築造が開始された。
1490年、ユースフ・アーディル・ハーンはバフマニー朝に対して独立を宣し、ビジャープル王国を建国した。ビジャープルが首都と定められ、ビジャープル城を中心に城下町が形成された
1686年、ムガル帝国の皇帝アウラングゼーブの攻撃を受け、攻城軍に甚大な損害を与えたものの城は落とされ、王国は滅亡した（ビジャープル包囲戦）。

## 城の構造

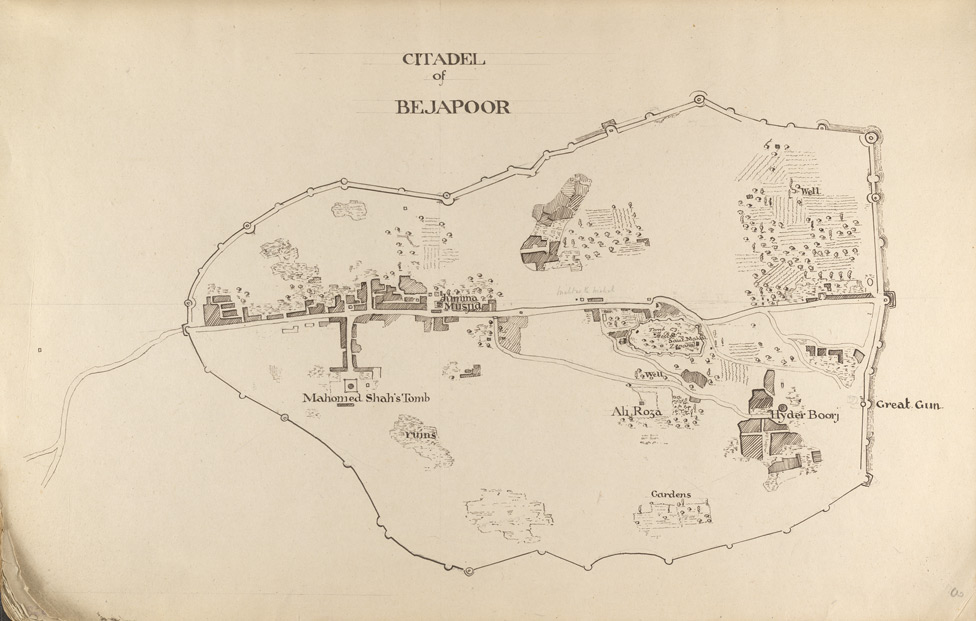
ビジャープル城の構造

城は二つの同心円から成り、同心円の中心の城塞の円周は400メートルである。
また、かつては城を周囲10キロメートルを囲む50フィート（約15メートル）、厚さ25フィート（約7.6メートル）の 花崗岩でできた城壁があった。その中に都市やイブラーヒーム・ラウザ（イブラーヒーム・アーディル・シャー2世の霊廟）やゴール・グンバズ（ムハンマド・アーディル・シャーの霊廟）も建築されるなど、城を中心に城郭都市が建設されていた。
城壁には鉄あるいは真鍮製の重砲が装備されており、城を攻めたムガル帝国の軍勢はこれにより甚大な被害を受けることとなった。
堀の深さは3メートルとされているが、現在では泥が堆積しているため、その深さは不明瞭である。
- ガガン・マハル
- メフタール・マハル
- ビジャープルの重砲